# Elena Urkizu
Elena Urkizu Sáez (nacida el 29 de enero de 1975 en San Sebastián, Guipúzcoa) es una exjugadora de hockey sobre hierba española. Disputó los Juegos Olímpicos de Atlanta 1996 y Sídney 2000  con España, obteniendo un octavo y cuarto,  respectivamente. 

## Participaciones en Juegos Olímpicos
- Atlanta 1996, puesto 8.
- Sídney 2000, puesto 4.